# Czeskie Siły Zbrojne
Armia Republiki Czeskiej (cz. Armáda České republiky) – siły i środki utworzone przez Republikę Czeską do jej obrony i prowadzenia walki zbrojnej.

## Charakterystyka
Wojska czeskie liczyły w 2015 roku 21 970 żołnierzy zawodowych.
Siły zbrojne Czech składają się z czterech rodzajów sił zbrojnych: wojsk lądowych, sił powietrznych, sił specjalnych (podlegają bezpośrednio pod sztab generalny) oraz sił wsparcia odpowiedzialnych za logistykę i zaopatrzenie. Trzon stanowią dwie brygady ogólnowojskowe, które składają się jedynie z pododdziałów pierwszoliniowych (bez wsparcia np. artylerii i obrony przeciwlotniczej) oraz jedna brygada artylerii. Etatowo bataliony wyposażone są w niewielką liczbę wozów bojowych – ok. 30.
Od 2005 roku czeska armia jest zawodowa.
Czechy brały udział w wielu misjach zagranicznych na przełomie XX i XXI wieku, m.in. w byłej Jugosławii, Iraku, Afganistanie i Korei Południowej.

## Struktura

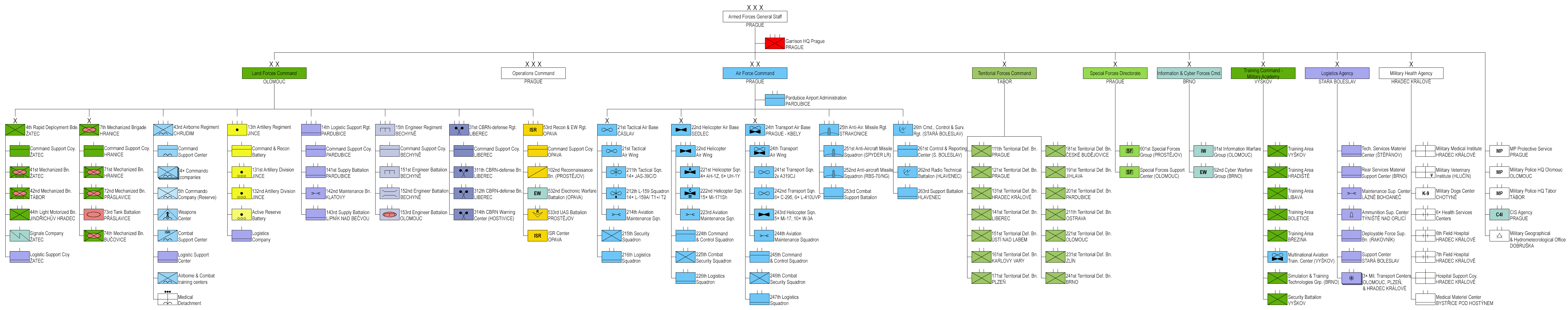
Struktura organizacyjna Czeskich Sił Zbrojnych

### Siły Lądowe
- 4. Brygada Szybkiego Reagowania (Žatec)
  - 41. baon zmechanizowany (Žatec)
  - 42. baon zmechanizowany (Tábor)
  - 43. baon powietrznodesantowy (Chrudim)
- 7. Brygada Zmechanizowana (Hranice)
  - 71. baon zmechanizowany (Hranice)
  - 72. baon zmechanizowany (Přáslavice)
  - 73. baon czołgów (Přáslavice)
- 13. Brygada Artylerii (Jince)
  - 131. mieszany dyon artylerii (Pardubice)
  - 132. mieszany dyon artylerii (Jince)
- 102. baon rozpoznawczy (Prostějov)

### Siły Powietrzne
- 21. Baza Lotnictwa Taktycznego (Čáslav)
- 22. Baza Lotnicza (Náměšť nad Oslavou)
- 23. Baza Śmigłowcowa
- 24. Baza Transportu Powietrznego (Praga)
- 25. Brygada Obrony Powietrznej (Strakonice)
- 26. Brygada Nadzoru Powietrznego (Stará Boleslav)
- Lotnicza Baza Zabezpieczenia Technicznego (Czeskie Budziejowice)
- Zarząd Lotniska Pardubice

### Jednostki wsparcia
- 15. Brygada Saperów/Ratownicza (Bechyne)
- 14. Brygada Logistyczna (Pardubice)
- 31. Brygada Ochrony przed Bronią Masowego Rażenia (Liberec)
- 101. baon łączności (Lipnik nad Becvou)
- 103. Centrum CIMIC/PsyOps (Lipnik nad Becvou)
- 104. baon wsparcia (Ołomuniec)
- 54. Centrum Walki Elektronicznej (Opawa)

## Uzbrojenie
Stan na 1 stycznia 2010:
- czołgi :
  - T-72 (181 sztuk w tym 30 zmodernizowanych do T-72M4CZ, reszta w rezerwie)
- bojowe wozy piechoty:
  - BMP-1 (257 szt., większość w rezerwie)
  - BPzV-1 (76 szt.)
  - BMP-2 (174 szt.)
- transportery opancerzone:
  - Pandur II (30 szt., zamówiono w sumie 107)[5]
- artyleria:
  - 152 mm samobieżna armatohaubica wz. 1977 Dana (64 szt.)
  - 120 mm moździerz holowany M 1982 (84 szt.)
  - 120 mm moździerz samobieżny (8 szt.)
  - 122mm wieloprowadnicowe wyrzutnie rakietowe RM-70 (60 szt.)
- pociski przeciwlotnicze:
  - 2K12 Kub
  - Strieła-10M (16 szt., w rezerwie)
  - RBS-70 (zamówiono nową wersję RBS-70NG)
- samoloty i śmigłowce:
  - Saab JAS 39 Gripen (14 szt.)
  - L-159 (71 szt., w tym 46 w rezerwie)
  - Mi-24 (17 szt.)
  - PZL W-3 Sokół (10 szt.)
  - Mi-8 i Mi-17 (25 szt.)
  - Mi-2 (6 szt.)
  - CASA C-295 (4 szt.)
  - Airbus A319 (2 szt.)
  - Jak-40 (2 szt.)
  - Bombardier Challenger 600 (1 szt.)
  - Let L-410 Turbolet (6 szt.)
  - Aero L-39 Albatros (11 szt.)
  - Zlin Z-142 (20 szt.)